# Vajdasági helységek listája

## A
- Ada (magyarul: Ada)
- Adorjan (magyarul: Adorján)
- Aleksa Šantić (magyarul: Sári, Hadikkisfalu, Babapuszta)
- Alibunar (magyarul: Alibunár), (németül: Alisbrunn)
- Apatin (magyarul: Apatin), (németül: Abthausen)
- Aradac (magyarul: Alsóaradi és Felsőaradi)

## B
- Bač  (magyarul:   Bács),  (németül:    Batsch)
- Bačka Palanka  (magyarul:   Palánka),  (németül:  Plankenburg)
- Bačka Topola   (magyarul:  Topolya),  (németül:  Batschka Topola)
- Bački Breg  (magyarul:  Béreg),  (németül:  Bereg)
- Bački Brestovac  (magyarul:  Szilberek),  (németül:  Ulmenau)
- Bački Gračac  (magyarul:  Szentfülöp),  (németül:  Filipowa, Filipsdorf)
- Bački Jarak  (magyarul: Tiszaistvánfalva),  (németül:  Jarmosch, Jarek)
- Bački Monoštor  (magyarul:  Monostorszeg),  (németül:  Batsch Monoschtor)
- Bački Petrovac  (magyarul:  Petrőc)
- Bački Sokolac  (magyarul:  Bácsandrásszállás)
- Bački Vinogradi  (magyarul:  Királyhalma vagy Bácsszőlős)
- Bačko Dobro Polje  (magyarul:  Kiskér),  (németül:  Kleinker, Klein Keer)
- Bačko Gradište  (magyarul:  Bácsföldvár), (németül:  Feldwar in der Batschau)
- Bačko Novo Selo  (magyarul:   Bácsújlak),  (németül:  Neudorf)
- Bačko Petrovo Selo  (magyarul:  Péterréve)
- Bagremovo  (magyarul:  Brazília, 1941 -1944: Bárdossyfalva)
- Bajmok  (magyarul:  Bajmok),  (németül:  Nagelsdorf)
- Bajša  (magyarul:  Bajsa)
- Banatska Dubica  (magyarul:  Kismargita),  (németül:  Klein Margit)
- Banatska Palanka  (magyarul:  Palánk és Temespalánka),  (németül:  Neu-Palanka und Alt-Palanka)
- Banatska Subotica  (magyarul:  Krassószombat),
- Banatska Topola  (magyarul:  Töröktopolya),  (németül:  Banat Topola)
- Banatski Brestovac  (magyarul:  Beresztóc),  (németül:  Rustendorf)
- Banatski Despotovac  (magyarul:  Ernőháza),  (németül:  Ernesthausen)
- Banatski Dvor  (magyarul:  Törzsudvarnok és Szőlősudvarnok),  (németül:  Banater Hof und Rogendorf)
- Banatski Karlovac  (magyarul:  Nagykárolyfalva),  (németül:  Karlsdorf)
- Banatski Monoštor  (magyarul:  Kanizsamonostor)
- Banatski Sokolac  (magyarul:  Biószeg)
- Banatsko Aranđelovo  (magyarul:  Oroszlámos)
- Banatsko Karađorđevo  (magyarul:  Pálmajor)
- Banatsko Novo Selo  (magyarul:  Révújfalu),  (németül:  Banater Neudorf)
- Banatsko Veliko Selo  (magyarul:  Szenthubert, Szentborbála és Károlyliget) - a három egyesült falu közös neve,  (németül:  Sankt Hubert, Seultour und Charleville)
- Banatsko Višnjićevo  (magyarul:  Vida)
- Baranda  (magyarul:  Baranda)
- Barice  (magyarul:  Szentjános),  (németül:  Sankt-Johann)
- Bašaid  (magyarul:  Basahíd),  (németül:  Klein Kikinda)
- Bavanište  (magyarul:  Homokbálványos), Bálványos,  (németül:  Bawanischte)
- Bečej  (magyarul:  Óbecse)  (németül:  Altbetsche)
- Begeč  (magyarul:  Begecs)
- Begejci  (magyarul:  Nagytárnok és Kistárnok),  (németül:  Großtorak und Kleintorak)
- Bela Crkva  (magyarul:  Fehértemplom),  (németül:  Weißkirchen)
- Belo Blato  (magyarul:  Nagyerzsébetlak),  (németül:  Elisenheim)
- Bezdan  (magyarul:  Bezdán),  (németül:  Besdan)
- Bikovo  (magyarul:  Békova)
- Bočar  (magyarul:  Bocsár),  (németül:  Botschar)
- Bođani  (magyarul:   Bogyán),  (németül:  Bogjani)
- Bogaraš  (magyarul:  Bogaras, Karjad-Gáborfalu)
- Bogaraš  (magyarul:  Félváros)
- Bogojevo  (magyarul:  Gombos)
- Boka  (magyarul:  Bóka),  (németül:  Boka)
- Botoš  (magyarul:  Bótos),  (németül:  Botosch)
- Budisava  (magyarul:  Tiszakálmánfalva),  (németül:  Waldneudorf)
- Bukovac  (magyarul:  Bakolc)
- Busenje  (régi szerb neve: Vladičino Selo, magyarul:  Káptalanfalva),  (németül:  Kaptalan)

## C, Č
- Čantavir  (magyarul:   Csantavér)
- Čelarevo  (magyarul:   Dunacséb),  (németül:  Tscheb)
- Čenej  (magyarul:   Csenej)
- Čenta  (magyarul:  Csenta),  (németül:  Tschenta)
- Češko Selo  (magyarul:  Csehfalva),
- Čestereg  (magyarul:  Csősztelek),  (németül:  Tschesterek)
- Čoka  (magyarul:  Csóka)
- Čonoplja  (magyarul:  Csonoplya),  (németül:  Tschonopel)
- Crepaja  (magyarul:  Cserépalja)
- Crna Bara  (magyarul:  Feketetó),  (németül:  Tschernabara)
- Crvena Crkva  (magyarul:  Vöröstemplom),  (németül:  Rothkirchen)
- Crvenka  (magyarul:  Cservenka),  (németül:  Tscherwenka, Rotweil)
- Čurug   (magyarul:  Csurog)

## D, Đ
- Đala  (magyarul:  Gyála)
- Debeljača  (magyarul:  Torontálvásárhely),  (németül:  Debeljatscha)
- Deliblato  (magyarul:  Deliblát),  (németül:  Deliblat)
- Deronje  (magyarul:  Dernye),  (németül:  Dornau)
- Despotovo  (magyarul:   Úrszentiván),  (németül:  Despot-Sankt-Iwan)
- Dobrica  (magyarul:  Kevedobra),  (németül:  Dobritza)
- Dobričevo  (magyarul:  Udvarszállás)
- Dolovo  (magyarul:  Dolova),  (németül:  Dolowa)
- Doroslovo  (magyarul:  Doroszló),  (németül:  Doroslo)
- Drljan  (magyarul: Drea)
- Dubovac  (magyarul:  Dunadombó),  (németül:  Dubowatz)
- Dupljaja  (magyarul:  Temesváralja),  (németül:  Duplay)
- Đurđevo  (magyarul: Sajkásgyörgye)
- Đurđin  (magyarul:  Györgyén)
- Dužine  (magyarul:  Szécsenfalva),  (németül:  Setschanfeld)

## E
- Ečka  (magyarul:  Écska és Ecsehida),  (németül:  Deutsch-Etschka und Romanisch-Etschka)
- Elemir  (magyarul:  Alsóelemér és Felsőelemér),  (németül:  Deutsch-Elemer und Serbisch-Elemer)

## F
- Farkašdin  (magyarul:  Farkasd)
- Feketić  (magyarul:  Bácsfeketehegy, Feketics, (Református) Andrásszállás),  (németül:  Feketitsch)
- Filić  (magyarul:  Firigyháza)
- Futog  (magyarul:  Ófutak és Újfutak),  (németül:   Eugenwall  (Altfutok) und Neufutok)

## G
- Gaj  (magyarul:  Gálya),  (németül:  Galja)
- Gajdobra  (magyarul:   Szépliget),  (németül:   Schönau)
- Gakovo  (magyarul:  Gádor vagy Gákova),  (németül:  Gakowa, Gaumarkt)
- Gardinovci  (magyarul:  Dunagárdony)
- Glogonj  (magyarul:  Galagonyás),  (németül:  Glogau)
- Gložan  (magyarul:   Dunagálos)
- Gornja Rogatica  (magyarul: Felsőroglatica, Andrástelke, Angyalbandi)
- Gornji Breg  (magyarul:  Felsőhegy)
- Gospođinci  (magyarul:  Boldogasszonyfalva),  (németül:  Liebfrauendorf)
- Grebenac  (magyarul:  Gerebenc),  (németül:  Grebenatz)
- Gudurica  (magyarul:  Temeskutas),  (németül:  Kudritz)
- Gunaroš  (magyarul:  Gunaras)

## H
- Hajdučica  (magyarul:  Istvánvölgy),  (németül:  Heideschüte)
- Hajdukovo  (magyarul:  Hajdújárás)
- Hetin  (magyarul:  Tamásfalva, Hetény),  (németül:  Tomsdorf)
- Horgoš  (magyarul: Horgos)

## I
- Iđoš  (magyarul:  Tiszahegyes)
- Idvor  (magyarul:  Torontáludvar),  (németül:  Idwor)
- Ilandža  (magyarul:  Ilonc),  (németül:  Ilandscha)
- Ivanovo  (magyarul:  Sándoregyháza),  (németül:  Alexanderkirchen)
- Izbište  (magyarul:  Izbistye),  (németül:  Izbischte)

## J
- Jablanka  (magyarul:  Almád)
- Jabuka  (magyarul:  Torontálalmás),  (németül:  Apfeldorf)
- Jankov Most  (magyarul:  Jankahíd)
- Janošik  (magyarul:  Újsándorfalva),  (németül:  Ilandscha)
- Jarkovac  (magyarul:  Árkod),  (németül:  Jarkowatz)
- Jaša Tomić  (magyarul:  Módos),  (németül:  Modosch)
- Jasenovo  (magyarul:  Karasjeszenő),  (németül:  Jasenau)
- Jazovo  (magyarul:  Hódegyháza)
- Jermenovci  (magyarul:  Ürményháza),  (németül:  Ürmenhausen)

## K
- Kać  (magyarul:  Káty),  (németül:  Katsch)
- Kačarevo  (magyarul:  Ferenchalom),  (németül:  Franzfeld)
- Kajtasovo  (magyarul:  Gajtas)
- Kaluđerovo  (magyarul:  Szőlőshegy),  (németül:  Rebenberg)
- Kanjiža (magyarul:  Magyarkanizsa)
- Karađorđevo  (magyarul:   Bélamajor)
- Karađorđevo  (magyarul:   Andrásfalva)
- Karavukovo  (magyarul:  Bácsordas),  (németül:  Wolfingen, Karbok)
- Karkatur  (magyarul:   Adjisten)
- Kavilo  (magyarul:  Kavilló, Rákóczifalu, Rákóczitelep)
- Kelebija (magyarul:  Alsókelebia)
- Kevi (magyarul:  Kevi)
- Kikinda  (magyarul:  Nagykikinda),  (németül:  Kikinda)
- Kisač  (magyarul:  Kiszács, Hadiktelke)
- Klek  (magyarul:  Begafő),  (németül:  Klek)
- Kljajićevo  (magyarul:  Kerény),  (németül:  Kernei)
- Knićanin  (magyarul:  Rezsőháza),  (németül:  Rudolfsgnad)
- Kolut  (magyarul:  Küllőd),  (németül:  Ringdorf)
- Konak  (magyarul:  Kanak),  (németül:  Konak)
- Kovačica  (magyarul:  Antalfalva),  (németül:  Kowatschitza)
- Kovilj  (magyarul:  Kabol)
- Kovin  (magyarul:  Kevevára,  (németül:  Kubin)
- Krajišnik  (magyarul:  Istvánfölde),  (németül:  Stefansfeld)
- Krivaja (1941-1944 között hivatalosan, továbbá magyarul: Bácsér, Kanyarodó)
- (Srpski) Krstur  (magyarul:  Ókeresztúr)
- Kruščić  (magyarul:  Veprőd),  (németül:  Weprowatz)
- Kruščica  (magyarul:  Körtéd),  (németül:  Kruschtschitz)
- Kucura  (magyarul:  Kucora),  (németül:  Kutzura)
- Kula  (magyarul:  Kúla),  (németül:  Wolfsburg)
- Kulpin  (magyarul:   Kölpény)
- Kumane  (magyarul:  Kumán)
- Kupinik  (magyarul:  Balát)
- Kupusina  (magyarul:  Bácskertes)
- Kusić  (magyarul:  Kusics),  (németül:  Kuschitz)
- Kuštilj  (magyarul:  Mélykastély),  (németül:  Kuschtilj)

## L
- Lalić  (magyarul:  Liliomos)
- Laudonovac  (magyarul:  Laudontanya)
- Lazarevo  (magyarul:  Lázárföld),  (németül:  Lazarfeld)
- Ledinci  (magyarul:  Ledince)
- Lipar  (magyarul:  Bácsistensegíts),
- Ljutovo  (magyarul:  Mérges)
- Lok  (magyarul:  Sajkáslak)
- Lokve  (magyarul:  Végszentmihály),
- Lovćenac  (magyarul:  Szeghegy, Szikics),  (németül:  Sekitsch)
- Lukićevo (magyarul:  Zsigmondfalva),  (németül:  Sigmundsfeld)
- Lukino Selo  (magyarul:  Lukácsfalva),  (németül:  Lukasdorf)

## M
- Maglić  (magyarul:   Bulkeszi),  (németül:  Bulkes)
- Majdan  (magyarul:  Magyarmajdány)
- Mala Bosna  (magyarul:  Kisbosznia)
- Male Pijace  (magyarul:  Kispiac)
- Mali Beograd  (magyarul:  Kisbelgrád)
- Mali Iđoš  (magyarul:  Kishegyes)
- Mali Pesak  (magyarul:  Kishomok)
- Siget  (magyarul:  Sziget)
- Mali Žam  (magyarul:  Kiszsám),  (németül:  Kleinscham)
- Malo Bavanište  (magyarul:  Kisbálványos)
- Malo Središte  (magyarul:  Kisszered),  (németül:  Klein-Sredischte)
- Margita  (magyarul:  Nagymargita)
- Markovac  (magyarul:  Márktelke)
- Markovićevo  (magyarul:  Torontálújfalu)  (németül:  Markowitschewo)
- Martonoš  (magyarul:  Martonos)
- Međa  (magyarul:  Párdány),  (németül:  Pardan)
- Melenci (magyarul:  Melence),  (németül:  Melenze)
- Mesić  (magyarul:  Meszesfalva),  (németül:  Mesitsch)
- Mićunovo  (magyarul:  Karkatúr)
- Mihajlovo   (magyarul:  Magyarszentmihály),  (németül:  Michajlowo)
- Mileševo  (magyarul:  Drea)
- Miletićevo  (magyarul:  Rárós)
- Mišićevo  (magyarul:  Hadikörs)
- Mladenovo  (magyarul: Dunabökény),  (németül:   Bukin)
- Mokrin  (magyarul:  Mokrin, Homokrév),  (németül:  Mokrin)
- Mol  (magyarul:   Mohol),  (németül:  Mol)
- (Stara) Moravica  (magyarul:  Bácskossuthfalva, Ómoravica),  (németül:  Alt-Morawitza)
- Mošorin  (magyarul:  Mozsor)
- Mramorak  (magyarul:  Homokos),  (németül:  Mramorak)
- Mužlja   (magyarul:  Muzslya),  (németül:  Muschla)

## N
- Nadalj  (magyarul:  Nádalja)
- Nakovo  (magyarul:  Nákófalva),  (németül:  Nakodorf)
- Neštin (magyarul: Nyest)
- Neuzina  (magyarul:  Nagynezsény és Kisnezsény),  (németül:  Serbisch Neusin und Kroatisch Neusin)
- Nikolinci  (magyarul:  Temesmiklós),  (németül:  Nikolinzi)
- Njegoševo  (magyarul: Istenáldás)
- Nova Crnja  (magyarul:  Magyarcsernye),  (németül:  Neuzerne)
- Nova Crvenka  (magyarul: Istenvelünk,  Újcservenka)
- Nova Gajdobra  (magyarul: Wekerlefalva),  (németül:   Wekerledorf)
- Novi Bečej  (magyarul:  Törökbecse és Aracs),  (németül:  Neu-Betsche und Aratsch)
- Novi Itebej  (magyarul:  Magyarittabé),  (németül:  Neu Itebe])
- Novi Kneževac  (magyarul:  Törökkanizsa és Torontáljózseffalva),  (németül:  Neu-Kanischa und Josefowa)
- Novi Kozarci  (magyarul:  Nagytószeg és Kistószeg),  (németül:  Haufeld und Mastrot)
- Novi Kozjak  (magyarul:  Ferdinándfalva),  (németül:  Ferdinandsdorf)
- Novi Sad  (magyarul: Újvidék),  (németül:  Neusatz)
- Novo Miloševo  (magyarul:  Beodra és Karlova),  (németül:  Beudra und Karlowo)
- Novo Orahovo  (magyarul:  Zentagunaras)
- Novo Selo  (magyarul:  Újfalu)

## O
- Obornjača  (magyarul:   Völgypart)
- Obrovac  (magyarul: Boróc)  (németül:   Obrowatz)
- Odžaci (magyarul:  Hódság),  (németül:  Hodschag, Hanfhausen)
- Omoljica  (magyarul:  Omlód),  (németül:  Homolitz)
- Opovo  (magyarul:  Ópáva),  (németül:  Königsdorf)
- Opština Ada –  (magyarul:  Ada község)
- Opština Alibunar – (magyarul:  Alibunár község)
- Opština Apatin –  (magyarul:  Apatin község)
- Opština Bač – (magyarul:  Bács község)
- Opština Bačka Palanka – (magyarul:  Palánka község)
- Opština Bačka Topola –  (magyarul:  Topolya község)
- Opština Bački Petrovac –  (magyarul:  Petrőc község)
- Opština Bečej  – (magyarul:  Óbecse község)
- Opština Bela Crkva – (magyarul:  Fehértemplom község)
- Opština Čoka – (magyarul:  Csóka község)
- Opština Kanjiža – (magyarul:  Magyarkanizsa község)
- Opština Kikinda – (magyarul:  Nagykikinda község)
- Opština Kovačica – (magyarul:  Antalfalva község)
- Opština Kovin – (magyarul:  Kevevára község)
- Opština Kula –  (magyarul:  Kúla község)
- Opština Mali Iđoš –   (magyarul:  Kishegyes község)
- Opština Nova Crnja – (magyarul:  Magyarcsernye község)
- Opština Novi Bečej – (magyarul:  Törökbecse község)
- Opština Novi Kneževac – (magyarul:  Törökkanizsa község)
- Opština Novi Sad –  (magyarul:  Újvidék község)
- Opština Odžaci –  (magyarul:  Hódság község)
- Opština Opovo – (magyarul: Ópáva község)
- Opština Pančevo – (magyarul:  Pancsova község)
- Opština Plandište – (magyarul:  Zichyfalva község)
- Opština Sečanj – (magyarul:  Torontálszécsány község)
- Opština Senta –  (magyarul:  Zenta község)
- Opština Sombor –  (magyarul:  Zombor község)
- Opština Srbobran –  (magyarul:  Szenttamás község)
- Opština Subotica –  (magyarul:  Szabadka község)
- Opština Temerin –  (magyarul:  Temerin község)
- Opština Titel –  (magyarul:  Titel község)
- Opština Vrbas –   (magyarul:  Verbász község)
- Opština Vršac – (magyarul:  Versec község)
- Opština Žabalj – (magyarul:  Zsablya község)
- Opština Žitište – (magyarul:  Bégaszentgyörgy község)
- Opština Zrenjanin – (magyarul:  Nagybecskerek község)
- Orešac  (magyarul:  Homokdiód)
- Orešković (rég. szerb: Tomislavci) (magyarul:  Andrásmező)
- Orlovat  (magyarul:  Orlód),  (németül:  Orlowat)
- Orom  (magyarul:  Orom)
- Ostojićevo  (magyarul:  Tiszaszentmiklós),  (németül:  Sankt Nikolaus an der Theiss)

## P
- Pačir  (magyarul:  Pacsér)
- Padej  (magyarul:  Padé)
- Padina  (magyarul:  Nagylajosfalva),  (németül:  Ludwigsdorf)
- Palić  (magyarul:  Palics)
- Pančevo  (magyarul:  Pancsova),  (németül:  Pantschowa)
- Panonija  (magyarul:  Pannónia)
- Parage  (magyarul:  Parrag)
- Parta  (magyarul:  Párta)
- Pavliš  (magyarul:  Temespaulis),  (németül:  Temesch Paulisch)
- Perlez  (magyarul:  Perlasz),  (németül:  Perlas)
- Petrovaradin  (magyarul:  Pétervárad)
- Pivnice  (magyarul:  Pincéd)
- Plandište  (magyarul:  Zichyfalva),  (németül:  Zichydorf)
- Plavna  (magyarul:   Palona),  (németül:  Plawingen)
- Pločica  (magyarul:  Kevepallós),  (németül:  Ploschitz)
- Pobeda  (magyarul:  Pobeda,  Pobedabirtok)
- Podlokanj  (magyarul:  Podolkány)
- Potporanj  (magyarul:  Porány)
- Prigrevica  (magyarul:  Bácsszentiván),  (németül:  Sankt Johann an der Schanze, Priglewitz)
- Putnikovo  (magyarul:  Torontálputnok)

## R
- Rabe  (magyarul:  Rábé)
- Radičević  (magyarul:  Csikériapuszta)
- Radivojićevo  (magyarul: Istenes)
- Radojevo  (magyarul:  Klári),  (németül:  Klari)
- Rastina (magyarul:  Haraszti vagy Rasztina)
- Ratkovo  (magyarul:  Paripás),  (németül:  Parabutsch)
- Ravni Topolovac  (magyarul:  Katalinfalva),  (németül:  Kathreinfeld)
- Ravno Selo  (magyarul:  Sóvé),  (németül:  Alt-Schowe und Neu-Schowe)
- Riđica  (magyarul:  Regőce),  (németül:  Legin, Riedau, Rigitza)
- Ritiševo  (magyarul:  Réthely),  (németül:  Ritischevo)
- Rumenka  (magyarul:  Piros)
- Ruski Krstur  (magyarul:  Bácskeresztúr)
- Rusko Selo  (magyarul:  Torontáloroszi vagy Kisorosz),  (németül:  Ruskodorf)

## S, Š
- Sajan  (magyarul:  Szaján)
- Šajkaš (magyarul:  Sajkásszentiván),  (németül:  Schajkasch-St. Iwan)
- Sakule  (magyarul:  Torontálsziget)
- Samoš  (magyarul:  Számos),  (németül:  Samosch)
- Sanad  (magyarul:  Szanád),  (németül:  Sanad)
- Savino Selo  (magyarul:  Torzsa),  (németül:  Torschau)
- Sečanj  (magyarul:  Torontálszécsány),  (németül:  Setschan, Petersheim)
- Sefkerin  (magyarul:  Szekerény)
- Selenča  (magyarul:  Bácsújfalu)
- Seleuš  (magyarul:  Keviszöllős),  (németül:  Selleusch)
- Trešnjevac  (magyarul:  Oromhegyes)
- Senta  (magyarul:  Zenta),  (németül:  Senta)
- Silbaš (magyarul:  Szilbács)
- Sirig  (magyarul:  Szőreg)
- Sivac  (magyarul:  Ószivác és Újszivác),  (németül:  Alt-Siwatz und Neu-Siwatz)
- Skorenovac  (magyarul:  Székelykeve),  (németül:  Skorenowatz)
- Sočica (magyarul:  Temesszőlős),  (németül:  Sotschitza)
- Sombor  (magyarul:  Zombor),  (németül:  Zombor)
- Sonta  (magyarul:  Szond),  (németül:  Waldau)
- Srbobran  (magyarul:  Szenttamás),  (németül:  St. Tomas)
- Srednji Salaš  (magyarul:  Szurkos)
- Sremska Kamenica  (magyarul:  Kamanc)
- Srpska Crnja  (magyarul:  Szerbcsernye és Németcsernye),  (németül:  Serbisch-Zerne und Deutsch-Zerne)
- Srpski Itebej  (magyarul:  Szerbittabé),  (németül:  Serbisch-Itebe)
- Srpski Miletić  (magyarul:  Rácmilitics),  (németül:  Milititsch)
- Stajićevo  (magyarul:  Óécska),  (németül:  Alt-Etschka)
- Stanišić  (magyarul:  Őrszállás),  (németül:  Donauwachenheim)
- Stapar  (magyarul:  Sztapár)
- Starčevo  (magyarul:  Tárcsó),  (németül:  Startschowa)
- Stari Lec  (magyarul:  Óléc),  (németül:  Alt Letz)
- Stepanovićevo  (magyarul:  Máriamajor, 1941 és 1944 között Horthyvára, 1941-ben rövid ideig Bácshadikfalva)
- Sterijino  (magyarul:    Valkaisor)
- Straža  (magyarul:  Temesőr),  (németül:  Lagerdorf)
- Subotica  (magyarul:  Szabadka),  (németül:  Maria Theresiopel)
- Šumarak  (magyarul:  Emánueltelep),  (németül:  Schumarak)
- Šupljak  (magyarul:  Ludas))
- Šurjan  (magyarul:  Surján),  (németül:  Schurjan)
- Šušara  (magyarul:  Fejértelep),  (németül:  Sanddorf)
- Susek  (magyarul:  Szilszeg és Szuszek)
- Sutjeska  (magyarul:  Szárcsa és Szárcsatelek),  (németül:  Deutsch-Sartscha und Neu-Sartscha)
- Svetićevo  (magyarul:  Buránysor, 1941-1944: Székelytornyos, Istenkeze)
- Svetozar Miletić  (magyarul:  Nemesmilitics),  (németül:  Berauersheim)
- Svilojevo  (magyarul:   Szilágyi)

## T
- Tankošičevo (magyarul: Hadikhalom)
- Taraš  (magyarul:  Tiszatarrós)
- Tavankut  (magyarul:  Tavankút) lásd: Alsótavankút és Felsőtavankút
- Telečka  (magyarul:  Bácsgyulafalva),  (németül:  Batsch-Juliusdorf, Teletschka)
- Temerin  (magyarul:  Temerin),  (németül:  Temeri)
- Titel  (magyarul:  Titel),  (németül:  Titel)
- Toba  (magyarul:  Tóba),  (németül:  Toba)
- Tomaševac  (magyarul:  Tamáslaka),  (németül:  Tomaschewatz)
- Tomičevo  (rég szerb: Hadžićevo, m: Bácsjózseffalva)
- Tomislavci ld: Orešković
- Torda  (magyarul:  Torontáltorda)
- Tornjoš  (magyarul:  Tornyos)
- Totovo Selo  (magyarul:  Tóthfalu)
- Tovariševo (magyarul:  Bácstóváros)
- Turia  (magyarul:  Turja)

## U
- Uljma  (magyarul:  Homokszil),  (németül:  Ulma)
- Utrine  (magyarul:    Törökfalu)
- Uzdin  (magyarul:  Újozora),  (németül:  Uzdin)

## V
- Vajska  (magyarul:   Vajszka) 1941: Józsefháza,  (németül:  Wajska)
- Vatin  (magyarul:  Versecvát),  (németül:  Wattin)
- Velebit  (magyarul:  Velebit, vagy Fogadjisten)
- Velika Greda  (magyarul:  Györgyháza),  (németül:  Georgshausen)
- Velike Livade
- Veliki Gaj  (magyarul:  Nagygáj),  (németül:  Groß Gaj)
- Veliko Središte  (magyarul:  Nagyszered),  (németül:  Groß-Sredischte)
- Vrbica  (magyarul:  Egyházaskér)
- Veternik  (magyarul:  Hadikliget)
- Vilovo  (magyarul:  Tündéres)
- Višnjevac  (magyarul:  Meggyes)
- Vizić  (magyarul:  Füzegy)
- Vladimirovac  (magyarul:  Petre),  (németül:  Petersdorf)
- Vlajkovac  (magyarul:  Temesvajkóc),  (németül:  Wlajkowatz)
- Vojlovica  (magyarul: Hertelendyfalva),  (németül:  Vojlowitz)
- Vojvoda Misić (m:Hadikszállás)
- Vojvoda Stepa
- Vojvoda  (magyarul: Völgyes)
- Vojvodinci  (magyarul:  Vajdalak),  (németül:  Wojwodintz)
- Vračev Gaj  (magyarul:  Varázsliget)
- Vrbas  (magyarul:  Verbász),  (németül:  Werbass)
- Vršac  (magyarul:  Versec),  (németül:  Werschetz, Hennemannstadt)
- Vršački Ritovi  (magyarul:  Verseci Rétek)

## Z, Ž
- Žabalj  (magyarul:  Zsablya),  (németül:  Josefsdorf)
- Zagajica  (magyarul:  Fürjes)
- Žednik  (magyarul:  Nagyfény)
- Zimonjić  (magyarul: Ilonafalu)
- Žitište (magyarul:  Begaszentgyörgy),  (németül:  Sankt Georgen an der Bega)
- Zmajevo  (magyarul:  Ókér),  (németül:  Altker, Alt Keer)
- Zobnatica  (magyarul:  Andrásnépe)
- Zrenjanin  (magyarul:  Nagybecskerek),  (németül:  Großbetschkerek)

## Külső hivatkozások
- http://vajdasag.rs
- Vajdasági magyar hivatalos helységnevek – Magyar Nemzeti Tanács